# La víctima
La víctima es una novela escrita por el autor estadounidense Saul Bellow. Fue su segunda novela en ser publicada y fue considerada por el mismo Bellow junto con Dangling Man como trabajo de aprendiz.
Al igual que en la mayoría de la obra de Bellow, el protagonista, Asa Leventhal, es un hombre judío de mediana edad. Leventhal vive en Nueva York y, mientras su esposa está de viaje, recibe la visita de un conocido que no ve desde hace tiempo quien lo culpa por sus desgracias. La novela explora la relación entre los dos hombres, mientras Leventhal trata de lidiar con problemas familiares.

## Resumen del argumento
La esposa de Asa Leventhal, Mary ha dejado la ciudad para asistir a su madre a mudarse de Baltimore al Sur de Estados Unidos, por lo que Asa debe realizar muchas tareas que normalmente su esposa realizaría. La novela inicia cuando Leventhal, estando en su trabajo como corrector en una editorial, recibe una llamada de su cuñada, quien está histérica porque su sobrino está enfermo de gravedad. Durante su conversación, Asa se da cuenta de que su hermano Max se ha marchado a trabajar a Texas y que, aunque les envía dinero constantemente, es negligente con su familia.
De camino al apartamento de la familia de su hermano, Leventhal se siente molesto al verse interrumpido en su trabajo y por el abandono de Max hacia su familia, pero a la vez se reprocha ya que ha pasado bastante tiempo desde que los visitó. Cuando llega al apartamento, logra vencer la resistencia de su cuñada, Elena, y la convence de que su hijo debe ser hospitalizado.
Una noche, mientras camina en un parque, un hombre se le acerca abruptamente. Aunque inicialmente no lo reconoce, cuando empiezan a hablar se da cuenta de que es un antiguo conocido llamado Kirby Allbee, quien parece que está pasando penurias económicas. Inicialmente Leventhal siente lástima por él, pero estos sentimientos duran poco al notar un antisemitismo disimulado en el discurso de Allbee, quien además le revela que lo considera responsable por haber perdido su trabajo.
Leventhal comienza a recordar detalles de su relación, particularmente una ocasión en la que Allbee hizo referencias antisemitas en una fiesta y otra ocasión en la que tuvo una entrevista desastrosa con el antiguo jefe de Allbee. Sin embargo, es evidente que Allbee padece de alcoholismo, por lo que Leventhal no cree que su entrevista causara su despido. A pesar de esto, Allbee insiste en que su comportamiento en la entrevista fue a propósito para vengarse de los comentarios que había hecho en la fiesta.
Allbee confronta a Leventhal varias veces durante las semanas siguientes, quien descubre que Allbee ha llevado una vida de pobreza durante los últimos años, en gran parte por la pérdida de su trabajo, el abandono de su esposa y la muerte de ella poco después en un accidente automovilístico. Con las visitas de Allbee y con indagaciones que realiza a otros conocidos, Leventhal comienza a aceptar cierto grado de responsabilidad por su desgracia, acepta que Allbee pase unos días en su apartamento y promete ayudarlo.
Mientras tanto, Leventhal también debe lidiar con los problemas de la familia de su hermano. La condición de su sobrino empeora en el hospital y se le escribe a Max para que regrese a la ciudad. Sin embargo, llega justo después de que su hijo ha fallecido. Leventhal asiste al entierro y, después de intercambiar una mirada con su cuñada, cree que ella lo culpa de la muerte al haber sido él quien sugiriera llevarlo al hospital.
Un día, varios días después del entierro, encuentra a Allbee teniendo sexo con una mujer en su apartamento. Leventhal, enojado, hace que se marche y le dice que no lo va a ayudar más. Esa misma noche, mientras duerme, huele gas y cuando llega a la cocina encuentra a Allbee tratando de suicidarse, quien al verlo, huye.
La narrativa salta hacia adelante varios años. Leventhal ha sido ascendido y su esposa está embarazada. Una noche, en el teatro, durante el intermedio, se encuentra con Allbee, cuyo fortuna parece haber cambiado, ya que está acompañado por una actriz retirada de Hollywood y está vestido elegantemente. Allbee lo llama y «casi» le pide disculpas por su comportamiento anterior y que ha aprendido que el mundo no está hecho para él, pero que ha llegado a términos con «quien sea que dirige las cosas». Ya que Allbee anteriormente había expresado su creencia de que los judíos controlaban el mundo, Leventhal trata de averiguar a quién se refiere, pero no obtiene respuesta. La novela termina con un acomodador guiando a Leventhal y a su esposa a sus lugares en la penumbra del teatro.